# Pneu slick
 (novembre 2023).
La mise en forme du texte ne suit pas les recommandations de Wikipédia : il faut le « wikifier ».
Les points d'amélioration suivants sont les cas les plus fréquents. Le détail des points à revoir est peut-être précisé sur la page de discussion.
- Les titres sont pré-formatés par le logiciel. Ils ne sont ni en capitales, ni en gras.
- Le texte ne doit pas être écrit en capitales (les noms de famille non plus), ni en gras, ni en italique, ni en « petit »…
- Le gras n'est utilisé que pour surligner le titre de l'article dans l'introduction, une seule fois.
- L'italique est rarement utilisé : mots en langue étrangère, titres d'œuvres, noms de bateaux, etc.
- Les citations ne sont pas en italique mais en corps de texte normal. Elles sont entourées par des guillemets français : « et ».
- Les listes à puces sont à éviter, des paragraphes rédigés étant largement préférés. Les tableaux sont à réserver à la présentation de données structurées (résultats, etc.).
- Les appels de note de bas de page (petits chiffres en exposant, introduits par l'outil «  Source ») sont à placer entre la fin de phrase et le point final[comme ça].
- Les liens internes (vers d'autres articles de Wikipédia) sont à choisir avec parcimonie. Créez des liens vers des articles approfondissant le sujet. Les termes génériques sans rapport avec le sujet sont à éviter, ainsi que les répétitions de liens vers un même terme.
- Les liens externes sont à placer uniquement dans une section « Liens externes », à la fin de l'article. Ces liens sont à choisir avec parcimonie suivant les règles définies. Si un lien sert de source à l'article, son insertion dans le texte est à faire par les notes de bas de page.
- La présentation des références doit suivre les conventions bibliographiques. Il est recommandé d'utiliser les modèles {{Ouvrage}}, {{Chapitre}}, {{Article}}, {{Lien web}} et/ou {{Bibliographie}}. Le mode d'édition visuel peut mettre en forme automatiquement les références.
- Insérer une infobox (cadre d'informations à droite) n'est pas obligatoire pour parachever la mise en page.

Pour une aide détaillée, merci de consulter Aide:Wikification.
Si vous pensez que ces points ont été résolus, vous pouvez retirer ce bandeau et améliorer la mise en forme d'un autre article.

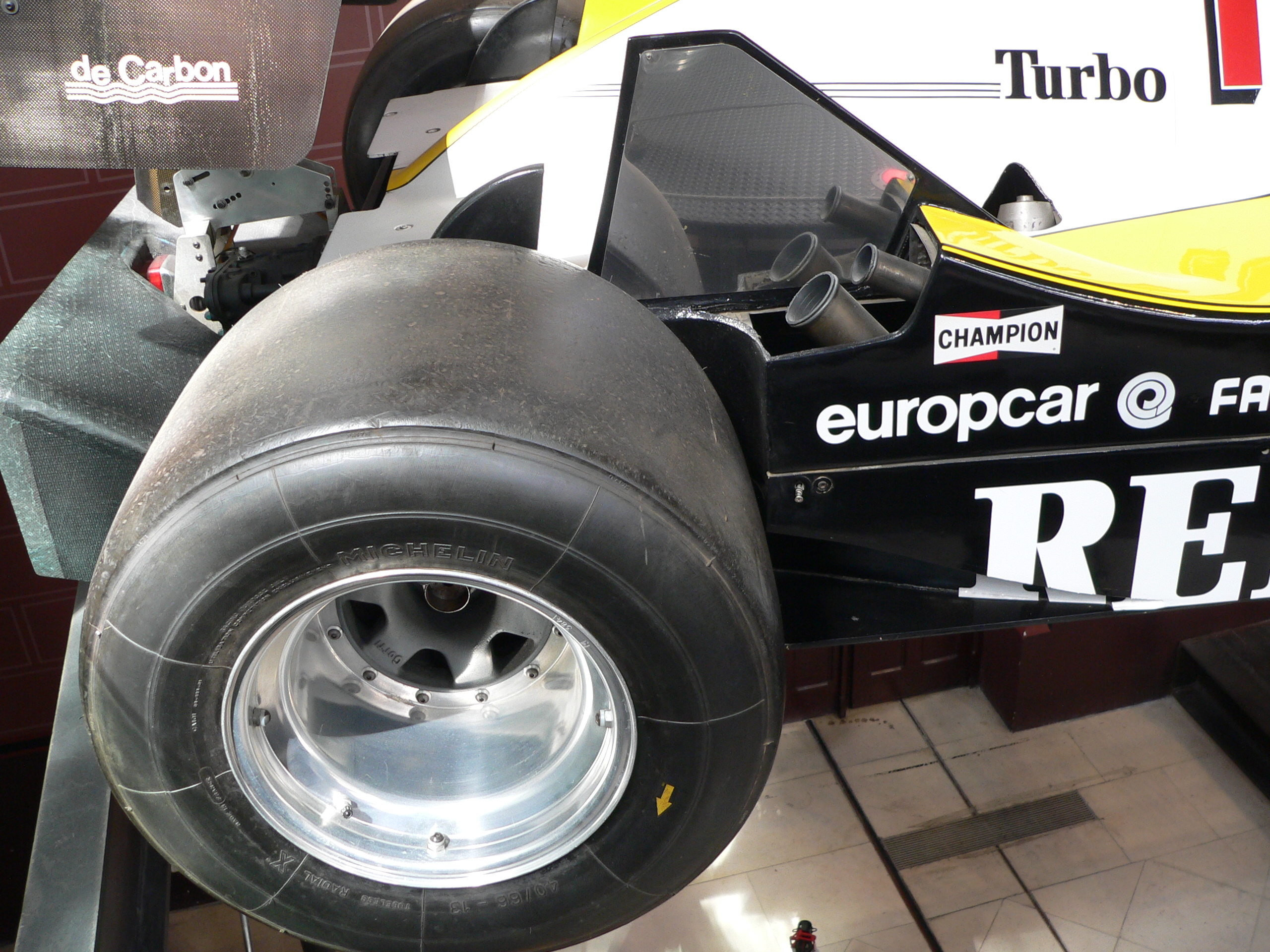
Pneu sur la voiture de course Renault F1 Team(en) d'Alain Prost de 1983.

Un pneu de course slick est un type de pneu doté d'une bande de roulement lisse,,, utilisé principalement dans la course automobile. Le premier pneu slick de production a été développé par M&H Tires au début des années 1950 pour être utilisé dans les courses de dragsters. En éliminant toutes les rainures découpées dans la bande de roulement, ces pneus offrent la plus grande surface de contact possible avec la route  et maximisent la traction sur sol sec. Les pneus slicks sont utilisés sur les pistes de course et dans les courses sur route, où l'accélération, la direction et le freinage nécessitent une traction maximale de chaque roue. Ils sont généralement utilisés uniquement sur les roues motrices dans les drag race, où la seule préoccupation est une traction maximale pour transmettre la puissance au sol, et ne sont pas utilisés en rallye.
Les pneus slicks ne conviennent pas aux véhicules routiers courants, qui doivent pouvoir fonctionner dans toutes les conditions météorologiques. Ils sont utilisés dans les courses automobiles où les concurrents peuvent choisir différents pneus en fonction des conditions météorologiques et peuvent souvent changer de pneus pendant une course.

## Performance
Deux mécanismes de contrainte produisent l'adhérence des pneus :
- Indentation du caoutchouc viscoélastique du pneu s'adaptant à la texture de la chaussée
- Adhésion moléculaire à l'interface entre la gomme du pneu et la chaussée

Les pneus slicks peuvent fournir beaucoup plus de traction que les pneus rainurés sur routes sèches, mais ont généralement beaucoup moins de traction que les pneus rainurés dans des conditions humides. Les routes mouillées diminuent considérablement la traction en raison de l'aquaplanage dû à l'eau emprisonnée entre la zone de contact des pneus et la surface de la route. Les pneus rainurés sont conçus pour éliminer l'eau de la zone de contact à travers les rainures, maintenant ainsi la traction même dans des conditions humides.
Puisqu’il n’y a pas de sculpture, la bande de roulement des pneus slicks se déforme moins sous la charge. La déformation réduite permet au pneu d'être construit avec des composés plus souples sans surchauffe excessive ni cloquage. Les pneus slicks modernes ont maintenant développé des qualités de performance particulières dans une fenêtre de températures spécifique, devenant collants lorsqu'ils accumulent suffisamment de chaleur, et offrent ainsi une bien plus grande adhérence à la surface de la route. Ils ont également des indices d'usure de la bande de roulement inférieurs. En effet, ils s'usent beaucoup plus rapidement que les pneus en caoutchouc utilisés pour la conduite routière. Il n'est pas rare que les conducteurs de certains sports automobiles usent plusieurs trains de pneus au cours d'une seule journée de conduite.

## Pneus slicks de dragsters

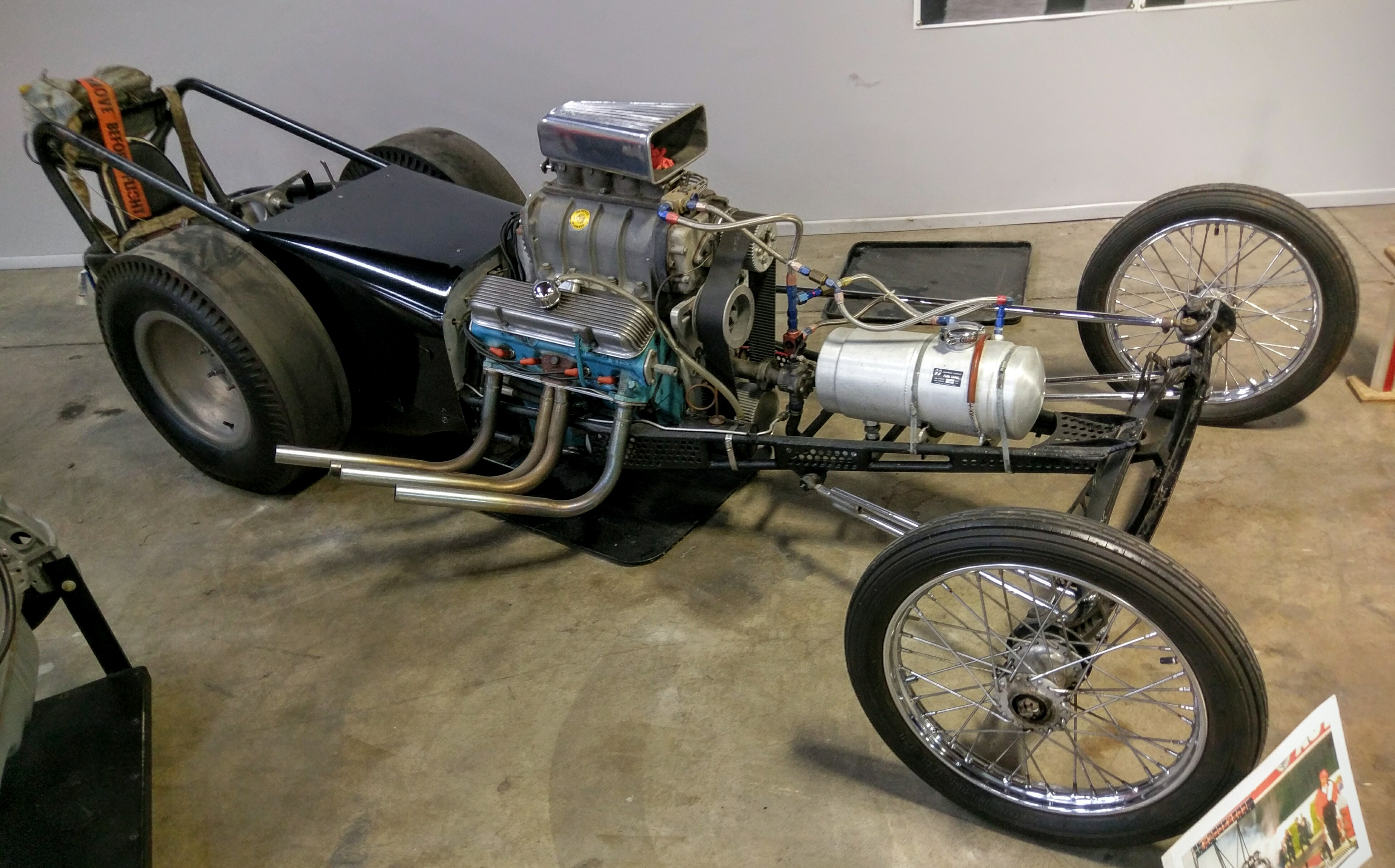
Un dragster Fuel de 1958 (techniquement, un rail), exposé au California Automobile Museum

La première slick de course de dragsters a été développée par M&H Tires (Marvin & Harry Tires) au début des années 1950. C'était la seule entreprise au monde à produire et à vendre des pneus de course de dragsters originaux.
Les slicks de course de dragsters varient en taille, depuis les slicks utilisés sur les motos jusqu'aux très larges utilisés sur les dragsters « top carburant ». Pour les voitures dites à "roues couvertes", la voiture doit souvent être modifiée simplement pour tenir compte de la taille du pneu, en élevant la carrosserie sur les ressorts arrière pour les pneus les plus étroits, ou en remplaçant les passages de roue arrière par des passages de roue plus larges et rétrécir l’ essieu arrière pour laisser de la place à de plus grandes variétés de pneus. Les dragsters à "roues découvertes" sont libérés de telles contraintes et peuvent atteindre des dimensions de pneus énormes. Certains utilisent des pressions très faibles pour maximiser la surface de contact de la bande de roulement, produisant l'apparence typique des flancs. Des chambres à air sont généralement utilisées pour garantir que l'air ne fuit pas soudainement de manière catastrophique lorsque le pneu se déforme sous la contrainte du lancement.
Les slicks "Wrinkle Wall" sont désormais spécialement conçus pour les exigences particulières des courses d'accélération, étant construits de manière à permettre au flanc d'être tordu par le couple appliqué au lancement, adoucissant le démarrage initial et réduisant ainsi les risques de rupture de traction. . À mesure que la vitesse augmente, la force centrifuge générée par la rotation du pneu déforme le flanc, renvoyant l’énergie à l’accélération de la voiture. De plus, cela provoque une expansion radiale des pneus, augmentant leur diamètre et créant un rapport de démultiplication plus élevé, permettant une vitesse de pointe plus élevée avec le même engrenage de transmission.

### Cheater slicks
Étant donné que les pneus complètement slicks sont interdits sur la plupart des routes en raison de leur incapacité à gérer une chaussée mouillée, le « faux slick » (ou « cheater slicks »)  est devenu un article populaire dans le monde du hot rod dans les années 1960 ; un pneu de type slick typique, mais gravé avec le minimum absolu de rainures de bande de roulement nécessaire pour satisfaire aux exigences légales. Dès lors, le développement des pneus a considérablement progressé, de sorte que les hot rods d'aujourd'hui utilisent généralement des pneus larges et rainurés qui fonctionnent mieux que les slicks du passé ; tandis que les cheater slicks disponibles aujourd'hui, à la fois pour l'apparence nostalgique des hot rods et pour une utilisation en compétition dans les classes où les pneus de rue légaux sont requis, ont suivi leur propre ligne de développement, s'écartant de la véritable construction des pneus slicks pour devenir une conception de pneu distincte.

## Pneus composés R (slicks rainurés)
Le développement d'une technologie slick moins chère a également affecté le développement de pneus pour les séries de courses autres que les courses de dragsters. Lorsque d'autres formes de course automobile ont institué de la même manière des classes exigeant des pneus routiers approuvés par le DOT, certains fabricants ont également commencé à commercialiser des pneus qui ressemblaient superficiellement à leurs pneus routiers hautes performances, mais avec le moins de sculptures permises et avec un caoutchouc très souple et collant, destiné spécifiquement à concurrence car la bande de roulement souple s'userait trop rapidement pour une utilisation sur route. Ceux-ci sont devenus connus sous le nom de pneus composés R. Avec des années de progrès supplémentaires, cette classe de pneus a suivi sa propre ligne de développement, au point qu'ils ont peu de points communs avec les vrais pneus routiers de la même marque. Cela a conduit à de nouvelles classes de courses qui nécessitent non seulement l'approbation du DOT, mais également un indice minimum d'usure de la bande de roulement, dans le but d'éliminer les pneus composés R de la compétition et d'exiger de « vrais » pneus de rue.

## Formule Un

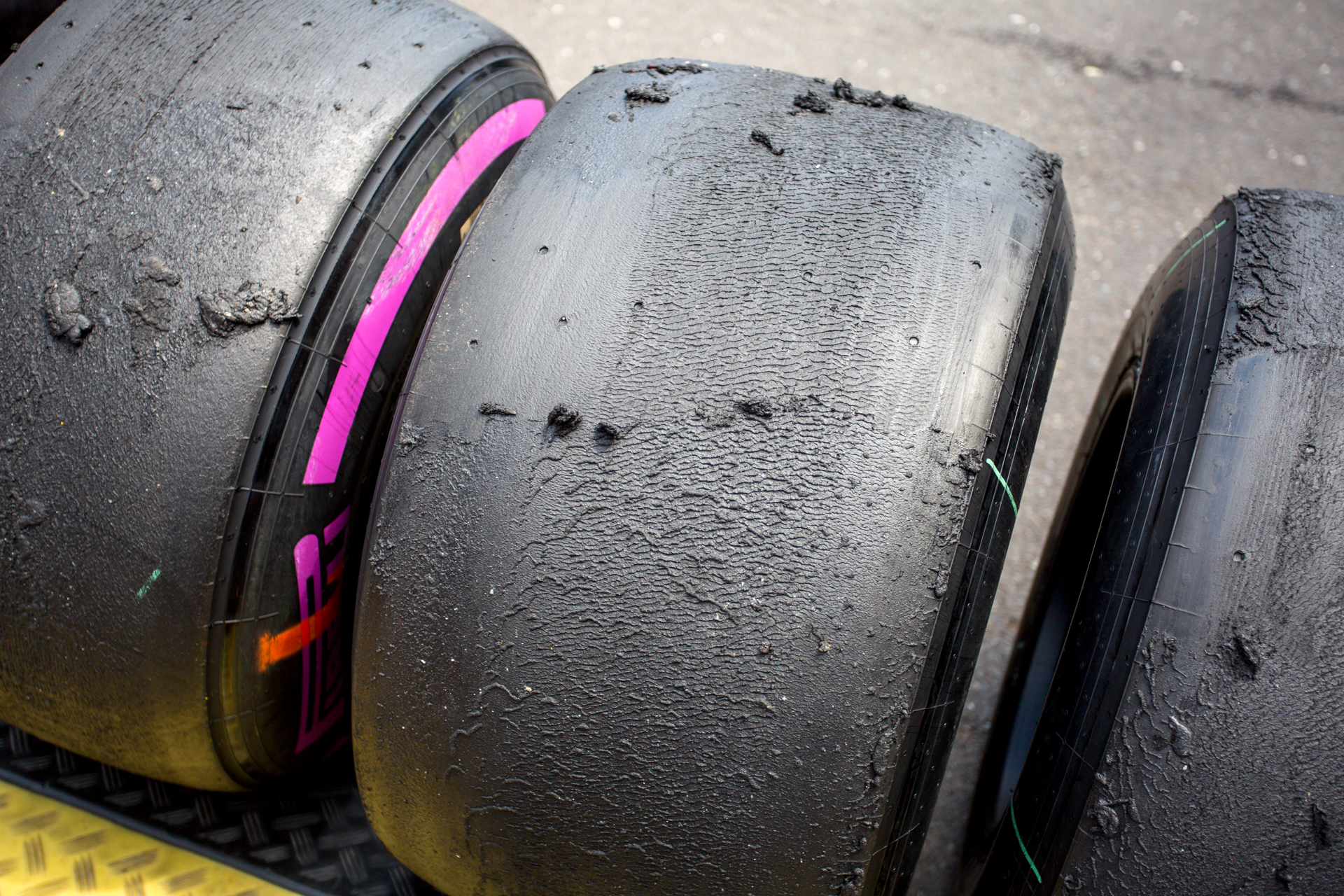
Pneus slicks ultratendres Pirelli vus au Grand Prix d'Autriche 2016. L'usure des pneus est clairement visible.

En Formule 1, les pneus slicks ont été introduits par Firestone lors du Grand Prix d'Espagne de 1971. Ils ont été interdits des saisons 1998 à 2008. Des pneus pour temps sec avec des rainures circonférentielles obligatoires destinées à réduire l'adhérence totale et à réduire les vitesses dans les virages ont été utilisés, mais étaient encore souvent appelés « slicks » car les rainures n'étaient pas destinées à disperser l'eau et ne pouvaient pas être utilisées efficacement dans des conditions humides. Les pneus slicks ont été réintroduits à partir de la saison 2009.
Depuis 2011, la FIA  signe un partenariat avec Pirelli qui devient le seul fournisseur de pneu pour les Grand Prix.

## Pneus de vélo
En revanche, de nombreux pneus de vélo destinés à un usage routier sont lisses. L'aquaplaning ne présente pas de problème pour les pneus de vélo en raison de leur largeur plus étroite, de leur pression plus élevée, de leur vitesse inférieure et de leur section transversale circulaire (en raison de la nécessité d'incliner le vélo dans les virages). Le pneu de vélo peut pénétrer dans la couche d'eau pour entrer en contact avec la route beaucoup plus facilement. En pratique, les pneus de vélo rainurés ne surpassent pas les pneus slicks sur route mouillée. Cependant, de nombreux pneus de vélo à faible et moyenne performance ont une profondeur de bande de roulement importante, car les vélos sont conçus pour les excursions tout-terrain : dans la terre, le gravier ou le sable, la bande de roulement offre une traction considérablement améliorée. De plus, les pneus de vélo hautes performances, bien que conçus pour un usage routier uniquement, ont souvent une bande de roulement très fine, qui ne semble offrir aucune différence de performances par rapport à un pneu slick et n'est là qu'à des fins de marketing et comme indicateur d'usure des pneus. Cela ressort clairement non seulement des tests directs des pneus, mais également du fait que la texture de la route est elle-même plus grossière que la sculpture minimale de ces pneus. Certains modèles sans rainures comportent de petits « trous » ou fossettes intégrés dans la bande de roulement comme indicateur d'usure des pneus. Ceci est similaire aux barres indicatrices d'usure des pneus d'automobile, qui entrent en contact avec la route lorsque le pneu est faiblement usé, ce qui rend le pneu bruyant sur la route.